# 第12回デトロイト映画批評家協会賞
第12回デトロイト映画批評家協会賞は2018年の映画を対象としており、2018年11月30日にノミネーションが発表された。なお、受賞者は同年12月3日に発表された。

## 受賞・ノミネート一覧
※受賞は太字。

### 作品賞
- 『ROMA/ローマ』
- 『クワイエット・プレイス』
- 『エイス・グレード 世界でいちばんクールな私へ』
- 『魂のゆくえ』
- 『グリーンブック』

### 監督賞
- アルフォンソ・キュアロン - 『ROMA/ローマ』
- ポール・シュレイダー - 『魂のゆくえ』
- ボー・バーナム - 『エイス・グレード 世界でいちばんクールな私へ』
- アダム・マッケイ - 『バイス』
- ブラッドリー・クーパー - 『アリー/ スター誕生』

### 主演男優賞
- ラミ・マレック - 『ボヘミアン・ラプソディ』
- クリスチャン・ベール - 『バイス』
- ブラッドリー・クーパー - 『アリー/ スター誕生』
- イーサン・ホーク - 『魂のゆくえ』
- ジョン・デヴィッド・ワシントン - 『ブラック・クランズマン』

### 主演女優賞
- エルシー・フィッシャー - 『エイス・グレード 世界でいちばんクールな私へ』
- トニ・コレット - 『ヘレディタリー/継承』
- メリッサ・マッカーシー - 『ある女流作家の罪と罰』
- オリヴィア・コールマン - 『女王陛下のお気に入り』
- レディー・ガガ - 『アリー/ スター誕生』

### 助演男優賞
- マハーシャラ・アリ - 『グリーンブック』
- ジェシー・プレモンス - 『ゲーム・ナイト』
- リチャード・E・グラント - 『ある女流作家の罪と罰』
- ジョシュ・ハミルトン - 『エイス・グレード 世界でいちばんクールな私へ』
- サム・エリオット - 『アリー/ スター誕生』

### 助演女優賞
- レジーナ・キング - 『ビール・ストリートの恋人たち』
- エイミー・アダムス - 『バイス』
- トーマサイン・マッケンジー - 『足跡はかき消して』
- エマ・ストーン - 『女王陛下のお気に入り』
- レイチェル・ワイズ - 『女王陛下のお気に入り』

### 脚本賞
- ピーター・ファレリー、ニック・バロレンガ、ブライアン・ヘインズ・クリー - 『グリーンブック』
- ポール・シュレイダー - 『魂のゆくえ』
- ボー・バーナム - 『エイス・グレード 世界でいちばんクールな私へ』
- デボラ・デイヴィス、トニー・マクナマラ - 『女王陛下のお気に入り』
- アダム・マッケイ - 『バイス』

### アンサンブル演技賞
- 『ROMA/ローマ』
- 『クレイジー・リッチ!』
- 『バイス』
- 『エイス・グレード 世界でいちばんクールな私へ』
- 『女王陛下のお気に入り』

### ブレイクスルー賞
- レディー・ガガ - 『アリー/ スター誕生』での演技に対して
- ボー・バーナム - 『エイス・グレード 世界でいちばんクールな私へ』での脚本と演出に対して
- エルシー・フィッシャー - 『エイス・グレード 世界でいちばんクールな私へ』での演技に対して
- ラファエル・カザル、ダヴィード・ディグス - 『ブラインドスポッティング』での演技と脚本に対して
- ブーツ・ライリー - 『ホワイト・ボイス』での演出と脚本に対して

### アニメ映画賞
- 『シュガー・ラッシュ:オンライン』
- 『スパイダーマン:スパイダーバース』
- 『インクレディブル・ファミリー』
- 『スモールフット』
- 『犬ヶ島』

### 音楽賞
- 『アリー/ スター誕生』
- 『ボヘミアン・ラプソディ』
- 『メリー・ポピンズ リターンズ』
- 『マンディ 地獄のロード・ウォリアー』
- 『グリーンブック』

### ドキュメンタリー映画賞
- 『まったく同じ3人の他人』
- 『フリーソロ』
- 『ホイットニー 〜オールウェイズ・ラヴ・ユー〜』
- 『RBG 最強の85才』
- 『ミスター・ロジャースのご近所さんになろう』